# Libytheinae
De Libytheinae vormen een onderfamilie van vlinders uit de familie Nymphalidae. Deze groep is ook wel als zelfstandige familie beschouwd. De indeling in geslachten in dit artikel volgt die van de Nymphalidae Systematics Group.
De vlinders kenmerken zich door dikke vooruitstekende palpen. Ze hebben veelal een bruine basiskleur. De vlinders rusten met samengevouwen vleugels die aan de onderzijde een tekening hebben waardoor zij op dode blaadjes lijken.

## Geslachten
- Libythea Fabricius, 1807
  - = Hecaerge Ochsenheimer, 1816
  - = Chilea Billberg, 1820
  - = Hypatus Hübner, 1822
  - = Dichora Scudder, 1889
- Libytheana Michener, 1943